# Harold Bride

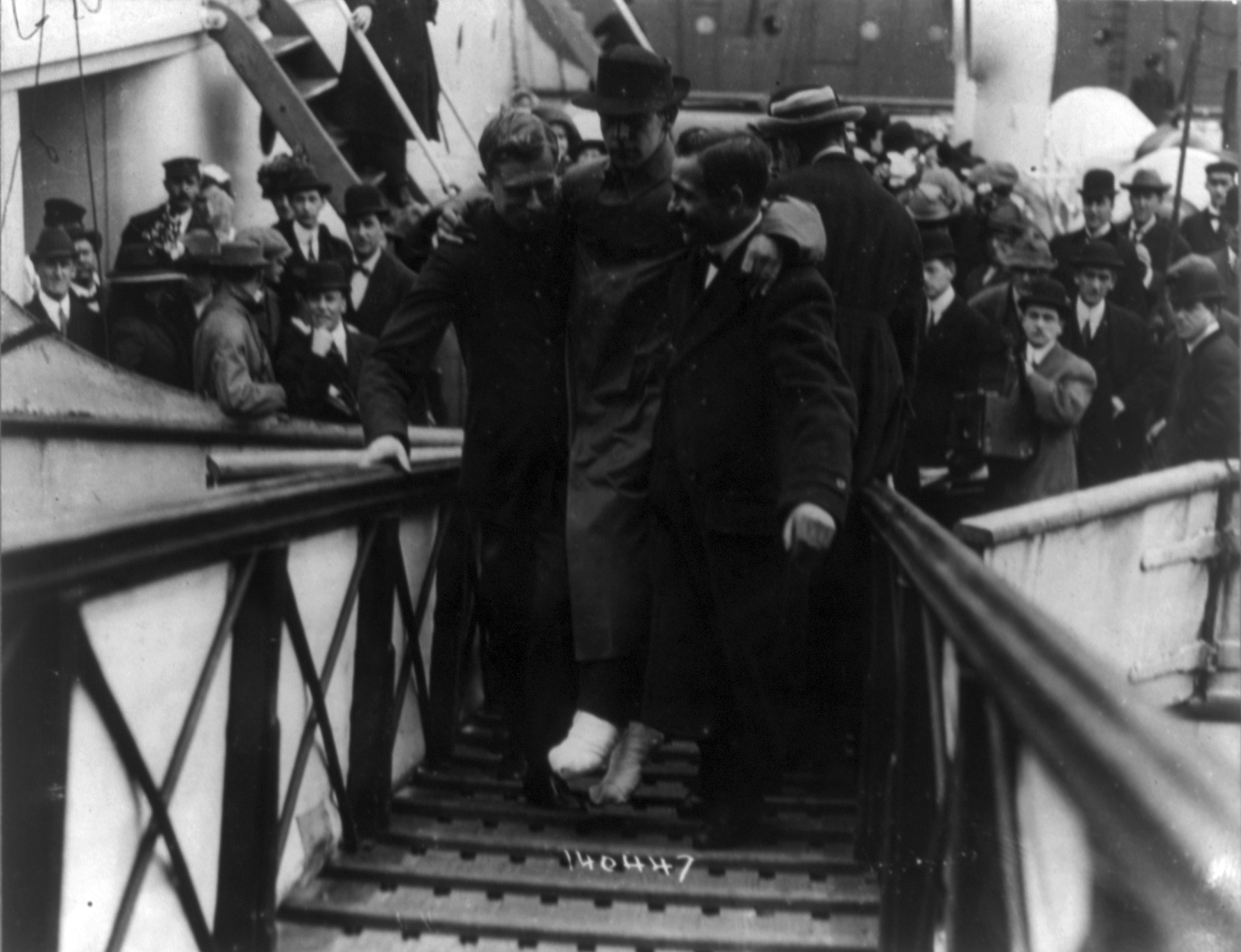
Harold Bride förfrös fötterna efter Titanics förlisning och får på detta fotografi bärhjälp upp för en ramp.

Harold Sydney Bride, född 11 januari 1890, död 29 april 1956, var telegrafist, tillsammans med Jack Phillips, ombord på det välkända fartyget RMS Titanic, vilken kolliderade med ett isberg natten till den 15 april 1912 och sjönk, varvid Bride överlevde.
Harold Bride var färdigutbildad som telegrafist för Marconi 1911. Han hann arbeta på flera fartyg, bland annat RMS Lusitania, innan han steg på Titanic i Belfast några dagar innan dess jungfrufärd från Southampton den 10 april 1912. Ombord var de två telegrafisterna ständigt upptagna med att sända passagerares meddelanden, samtidigt som de tog emot varningar om is från kringvarande fartyg.
Kvällen den 14 april 1912 gick Bride till sängs tidigt för att kunna avlösa Phillips vid midnatt. Sändaren hade havererat tidigare och därför låg telegrafisterna efter med många meddelanden till telegrafstationen på Cape Race. Bride vaknade klockan 23:40 då Titanic kolliderade med isberget. Han klädde på sig samtidigt som kapten Smith kom in i rummet och beordrade de båda att sända ut nödsignaler. Brides uppgift blev sedan att vidarebefordra meddelandena till Smith. Bride ska vid ett tillfälle ha uppmanat Phillips att sända det nya nödanropet SOS, då det kunde vara "enda gången du får använda det". Från Titanic varvade de sedan det nya anropet med det gamla, CQD.
När Titanics slutliga förlisning närmade sig var strömmen nästan slut i Marconi-rummet. Kaptenen hade befriat de båda männen från sitt uppdrag, men Phillips fortsatte sända in i det sista medan Bride förberedde för dem båda att lämna rummet. En okänd person skall då ha kommit in i hytten och försökt stjäla ett av deras livbälten vilket ledde till ett kort handgemäng. När de kom ut på båtdäck var vattnet redan där. Bride befann sig nära hopfällbara livbåt B som hamnat på däck felvänd, och efter att en våg svepte honom av skeppet befann han sig plötsligt under denna båt. Han tog sig ut och klängde sedan fast vid denna med ett antal andra män, bland dem andre styrman Charles Lightoller och överste Archibald Gracie IV. De räddades senare av en återvändande livbåt.
Ombord på RMS Carpathia hjälpte han telegrafisten Harold Cottam att sända nyheter om katastrofen. Detta trots att Bride skadat sina ben och fötter kraftigt under förlisningen. Väl i hamn i New York gav han en exklusiv intervju om sina förehavanden ombord för tidningen The New York Times.
Bride vittnade i både amerikanska och brittiska förhör om Titanics förlisning. Som telegrafist ansågs han vara ett nyckelvittne och fick många frågor om hans och kollegan Phillips handlande under katastrofen.
Under första världskriget tjänstgjorde Bride som telegrafist ombord på ångaren Mona's Isle. 1922 flyttade Bride till Glasgow där han sadlade om till försäljare. Han fick i sitt äktenskap med Luciy Downie sammanlagt tre barn; Lucy år 1921, John 1924 och Jeanette 1929.